# Фонфара, Анджей
Анджей Фонфара (пол. Andrzej Fonfara; род. 4 ноября 1987, Варшава, Польша) —
польский боксёр-профессионал, выступавший в полутяжёлой весовой категории. Чемпион мира по версии IBO в полутяжелом весе (2012).

## Любительская карьера
- Бронзовая медаль страны — юношеские Олимпийские игры, Стараховице, Польша 2003
- Бронзовая медаль — чемпионат Польши среди юниоров, Остроленка, Польша 2004
- Серебряная медаль — кубок Польши, Остроленка, Польша 2004
- Трофей за молодым боксером — юношеский чемпионат Польши, Остроленка, Польша 2005
- Золотая медаль — чемпионат Польши среди юниоров, Лешно, Польша 2005

## Профессиональная карьера
Фонфара дебютировал на профессиональном ринге в июне 2006 года, в Польше, во втором среднем весе. Затем переехал в США, и все последующий поединки проводил там.
Пятый поединок проиграл по очкам эквадорцу, Эберто Медине. В июле 2008 года. проиграл нокаутом во втором раунде, американцу, Деррику Финдли (11-2).
26 июня 2009 года нокаутировал Скайлета Томпосна (11-3) во втором раунде, и завоевал титул США по версии WBF, во втором среднем весе. Позже был выявлен положительный тест на стероиды у Фонфары, и поединок признали несостоявшимся.
В апреле 2010 года Анджей завоевал молодёжный титул чемпиона мира по версии WBC, нокаутировав в четвёртом раунде Роджера Кантрола (15-1). 20 мая 2011 года, Анджей нокаутировал в 7-м раунде канадца, Энтони Рассела (16-2-1), и завоевал титул WBO NABO в полутяжёлом весе.

#### Бой с Байроном Митчелом
16 марта 2012 года, Фонфара нокаутировал в 3-м раунде Байрона Митчелла, и завоевал титул чемпиона США в полутяжёлом весе

#### Бой с Гленом Джонсоном
В июле 2012 года победил по очкам ямайца, Глена Джонсона.

#### Бой с Томми Карпенси
16 ноября 2012 года в бою за титул IBO  Фонфара встретился с Томми Карпенси. Фонфара был близок к досрочной победе уже в первом раунде, когда рефери отсчитал его сопернику два нокдауна. Тем не менее,Карпенси выдержал стартовый натиск фаворита и принялся отчаянно огызаться, немного подровняв ход боя. В седьмом раунде Томми упал на настил ринга в результате борьбы в клинче, после чего тут же отказался от продолжения боя, сославшись на травму правого плеча,  полученную при падении.

#### Бой с Габриелем Кампильо
16 августа 2013 одержал победу нокаутом в 9 раунде над Габриэлем Кампильо.

#### Чемпионский бой с Адонисом Стивенсоном
24 мая 2014 года встретился с чемпионом мира по версии WBC Адонисом Стивенсоном. Уже в первом раунде Фонфара побывал в нокдауне после удара Стивенсона слева, однако не был сильно потрясен и сумел продолжить бой. Во втором раунде Фонфара полностью восстановился и уже сам нанес несколько хороших ударов. Далее бой проходил в среднем темпе, Фонфара преимущественно шёл вперед, а Стивенсон работал на контратаках и выглядел немного лучше. В пятом раунде Стивенсон нанес сильный удар слева в печень, после которого Фонфаре вновь был отсчитан нокдаун. Между тем поляк продолжал идти вперед и в девятом раунде уже сам отправил Стивенсона в нокдаун тяжелым ударом справа. Далее бой проходил с переменным успехом и по итогам двенадцати раундов судьи отдали победу Стивенсону со счетом 115—110 дважды и 116—109. Фонфара стал первым из последних тринадцати соперников, которых побеждал Адонис, который продержался всю дистанцию боя.

#### Бой с Хулио Сезаром Чавесом младшим
18 апреля 2015 года Фонфара победил бывшего чемпиона мира по версии WBC в среднем весе, звёздного мексиканца Хулио Сесара Чавеса младшего. Чавес был фаворитом в бою, но Фонфара уверенно прессинговал Чавеса и в конце девятого раунда отправил мексиканца в нокдаун. Чавес впервые за боксёрскую карьеру оказался в нокдауне. Чавес отказался от продолжения боя и Фонфара нанёс ему досрочное поражение техническим нокаутом, отказом от продолжения боя. После этой победы, Фонфара выразил желание провести реванш с Адонисом Стивенсоном.

#### Бой с Натаном Клеверли
16 октября 2015 года Фонфара встретился с  экс-чемпионом мира в полутяжелом весе, британцем Натан Клеверли. Поединок получился равным, зрелищным и насыщенным, оба боксера постоянно разменивались ударами и держали высокий темп. О мобильности бойцы не заботились, предпочитая обмениваться ударами. Соответственно, и попаданий с обеих сторон было достаточно. Со временем ситуация для Клеверли стала осложняться травмами — в седьмом раунде валлиец (возможно) получил перелом носа, в восьмом — рассечение
Фонфара продолжал давление вместе с тяжёлыми ударами. Клеверли отвечал тем же. В чемпионских раундах Нэйтен бросил в бой последние силы, пытаясь набирать очки быстрыми контвыпадами. Анджей при этом полагался на силу и акцент. 12-й раунд не отличался от предыдущих и стал достойным финалом яркого поединка. По итогам двенадцати раундов все трое судей отдали победу Фонфаре со счетом 116—112, 116—112 и 115—113. В поединке был установлен рекорд по выброшенным ударам для боксеров полутяжелого веса — по данным CompuBox, на двух боксеры выбросили в этом бою 2524 удара (Фонфара выбросил 1414 ударов за 12 раундов, Клеверли — 1111).

#### Бой с Джо Смитом-младшим
18 июня 2016 года Фонфара проиграл бой Джо Смиту-младшему техническим нокаутом в первом раунде, бой был за титул WBC International.

#### Бой с Чэдом Доусоном
4 марта 2017 года встретился с  Чэдом Доусоном. В первые шесть раундов преимущество принадлежало Чеду Доусону, который за счёт более высокой скорости работы и точных комбинаций уверенно выигрывал трёхминутки. Начиная с седьмого раунда темп американца снизился, чем воспользовался Анджей Фонфара, постепенно перехватывая инициативу. В 9-м раунде польский боксёр отправил соперника в нокдаун. В начале десятого раунда Фонфара вновь потряс Доусона сильным правым ударом, после чего провёл успешную завершающую атаку в нейтральном углу. Рефери остановил поединок, зафиксировав победу Фонфары техническим нокаутом..

#### Чемпионский бой-реванш с Адонисом Стивенсоном
Фонфара с первых секунд стал пропускать мощные удары слева от чемпиона, а учитывая, что левая рука Адониса — одна из самых опасных в современном боксе, исход был предрешён. Уже в дебютном раунде Анджей побывал на настиле и с трудом пережил яростную атаку Стивенсона до гонга. Во втором раунде канадец продолжил безжалостно потрясать соперника, и, когда нокаут был лишь вопросом времени, рефери остановил бой, зафиксировав досрочную победу Стивенсона техническим нокаутом.

## Статистика профессиональных боев
В таблице перечислены результаты всех поединков боксёров.
В каждой строке указан результат поединка. Дополнительно номер поединка обозначен цветом, который обозначает итог поединка. Расшифровка обозначений и цветов представлена в нижеследующей таблице.
| Пример | Расшифровка                     |
| ------ | ------------------------------- |
|        | Победа                          |
|        | Ничья                           |
|        | Поражение                       |
|        | Планируемый поединок            |
|        | Поединок признан несостоявшимся |
| КО     | Нокаут                          |
| ТКО    | Технический нокаут              |
| PTS    | Решение судей (по очкам)        |
| UD     | Единогласное решение судей      |
| MD     | Решение большинства судей       |
| SD     | Раздельное решение судей        |
| RTD    | Отказ от продолжения боя        |
| DQ     | Дисквалификация                 |
| NC     | Поединок признан несостоявшимся |

| 36 поединков, 31 победа (19 нокаутом), 5 поражкеий, 1 несостоявшийся | 36 поединков, 31 победа (19 нокаутом), 5 поражкеий, 1 несостоявшийся | 36 поединков, 31 победа (19 нокаутом), 5 поражкеий, 1 несостоявшийся | 36 поединков, 31 победа (19 нокаутом), 5 поражкеий, 1 несостоявшийся | 36 поединков, 31 победа (19 нокаутом), 5 поражкеий, 1 несостоявшийся | 36 поединков, 31 победа (19 нокаутом), 5 поражкеий, 1 несостоявшийся | 36 поединков, 31 победа (19 нокаутом), 5 поражкеий, 1 несостоявшийся                        |
| Бой                                                                  | Рекорд                                                               | Дата                                                                 | Соперник                                                             | Место боя                                                            | Результат                                                            | Данные о бое                                                                                |
| -------------------------------------------------------------------- | -------------------------------------------------------------------- | -------------------------------------------------------------------- | -------------------------------------------------------------------- | -------------------------------------------------------------------- | -------------------------------------------------------------------- | ------------------------------------------------------------------------------------------- |
| 37                                                                   | 31-5                                                                 | 20 июля 2024                                                         | Фабио Мальдонадо (30-9)                                              | Compass Arena, Уиллоубрук, США                                       | TKO 2 (6), 2:47                                                      |                                                                                             |
| 36                                                                   | 30-5                                                                 | 16 июня 2018                                                         | Исмаил Силлах (25-5)                                                 | Torwar Sport Holl, Варшава, Польша                                   | TKO 6 (10), 2:14                                                     |                                                                                             |
| 35                                                                   | 29-5                                                                 | 3 июня 2017                                                          | Адонис Стивенсон (28-1)                                              | Квебек-Сити, Канада                                                  | TKO 2 (12), 0:28                                                     | Бой за титул чемпиона мира по версии WBC в полутяжелом весе (8-я защита Стивенсона).        |
| 34                                                                   | 29-4                                                                 | 4 марта 2017                                                         | Чед Доусон (34-4)                                                    | Barclays Center, Бруклин, Нью-Йорк, США                              | TKO 10 (10), 0:38                                                    |                                                                                             |
| 33                                                                   | 28-4                                                                 | 18 июня 2016                                                         | Джо Смит (21-1)                                                      | UIC Pavilion, Чикаго, Иллинойс, США                                  | TKO 1 (10), 2:32                                                     | Потерял титул чемпиона по версии WBC International в полутяжелом весе (2-я защита Фонфары). |